# SML-Rohr
SML-Rohre sind Abwasserrohre aus Grauguss, die durch zusätzliche Dichtschellen, die CV-Verbinder, miteinander verbunden werden.
Die Buchstaben „SML“ können als Abkürzung für „System Muffenlos“ interpretiert werden, es ist auch die Wortgruppe „Super-Metallit-Lieferprogramm“ genannt.
Das Produkt ist in DIN 19522 – Gusseiserne Abflussrohre und Formstücke ohne Muffen (SML) und DIN EN 877 – Gussrohrsysteme zur Ableitung von Wasser aus Entwässerungsanlagen spezifiziert und unter anderem für die Normen DIN EN 12056 – Schwerkraftentwässerungsanlagen innerhalb von Gebäuden und DIN 1986-100 – Entwässerungsanlagen für Gebäude und Grundstücke relevant.

## Verwendung
SML-Rohre sind innen und außen mit einem Schutzlack versehen. In unterschiedlichen Nennweiten zwischen 40 und 300 mm hergestellt, werden sie vor allem in Gebäuden verlegt, meist frei und nur gelegentlich unter Putz. Wegen ihrer Robustheit werden sie auch als Regenstandrohr, im untersten Teil von Regenfallrohren, eingesetzt.
Gewöhnliches (rotes) SML-Rohr besitzt keinen ausreichenden äußeren Korrosionsschutz, um ungeschützt im Erdreich verlegt zu werden. Hier ist das Rohr mit Bitumen oder Korrosionsschutzbinden vor der Bodenfeuchtigkeit zu schützen.
Zum Ablängen wird SML-Rohr mit einer speziellen Vorrichtung ringsum eingeritzt und dann gebrochen.
SML-Rohre werden normalerweise stumpf verbunden. Sie besitzen in der Regel keine angeformten Muffen. Die Verbindung geschieht über Edelstahlmanschetten mit Gummieinlage. Nach dem Aufschieben des Verbindungsstücks aus Gummi wird ein breites Edelstahl-Band über die Gummi-Manschette gelegt und durch mehrere Schrauben verspannt. Zur Herstellung von zugfesten Verbindungen werden kräftige Edelstahl-Schellen mit gezacktem Rand verwendet, die sich beim Anziehen in die Oberfläche des Rohres krallen.
Zur Verbindung mit HT-Rohr und KG-Rohr werden spezielle Übergangsstücke angeboten.

## Varianten
Eine Spezialausführung für sehr aggressive Abwässer ist das KML-Rohr.